# エミリア・プラテル独立女性大隊
エミリア・プラテル独立女性大隊（エミリア・プラテルどくりつじょしだいたい、ポーランド語: Samodzielny Batalion Kobiecy im. Emilii Plater）は、第二次世界大戦中のソビエト第1ポーランド軍の部隊である。1943年に編成された。前線での戦闘を目的とした部隊であったが、主に警察活動と歩哨の任務を担当させられた。1945年5月の終戦まで存在し、終戦時は500人の隊員を擁していた。

## 成り立ち

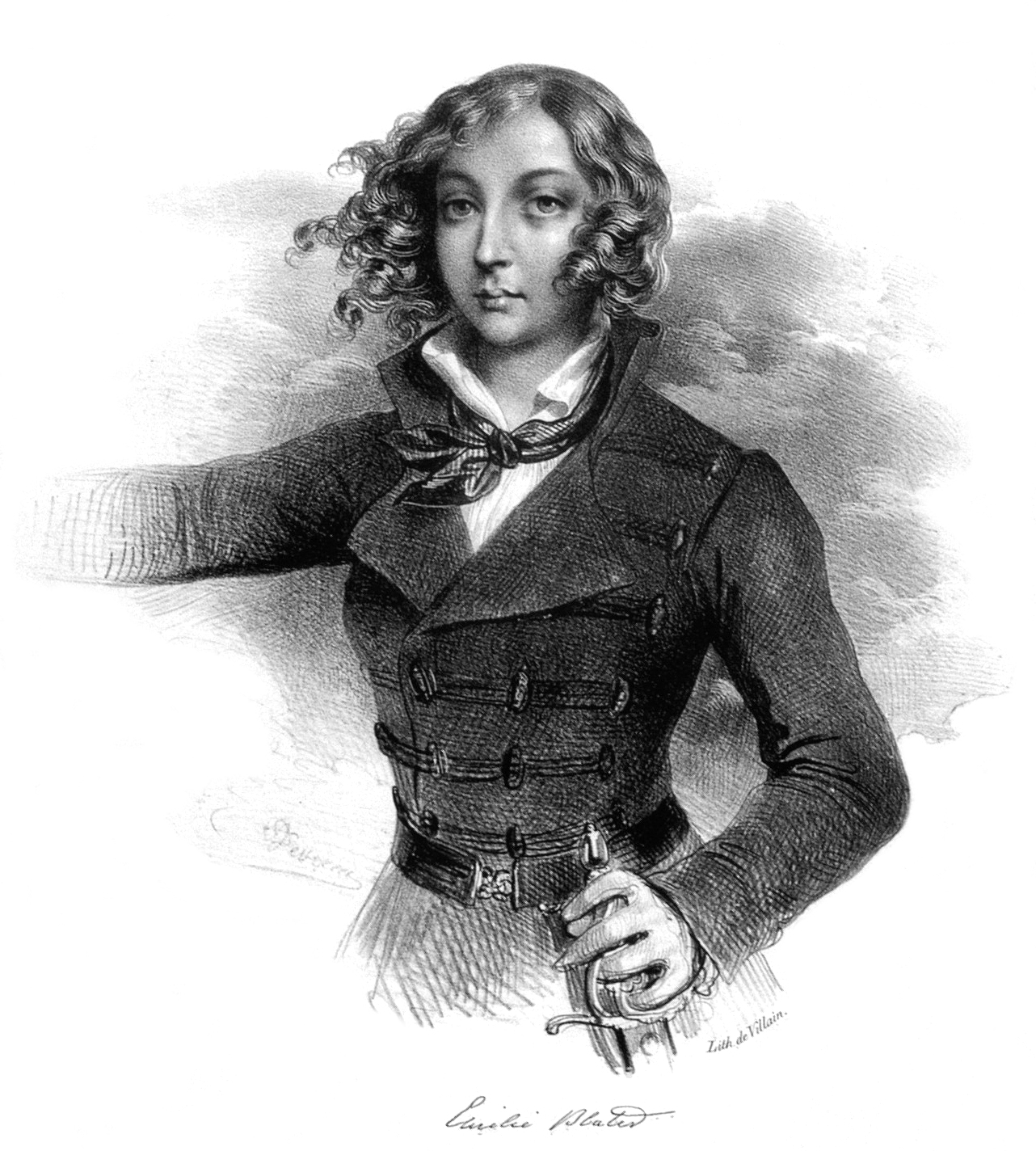
部隊名の由来となったエミリア・プラテル

1943年7月15日、全員が女性からなる部隊としてソビエト・ポーランド軍の中に編成された。ソビエト占領下のポーランドから強制送還された女性と共産主義者の志願兵で構成されていた。抑留者の中には、劣悪な環境から逃れることを切望する者も多く、志願兵には事欠かなかった。ポーランド初の女性だけの部隊として、当初ソ連軍当局は反対していたが、アンデルス将軍がソ連軍においても女性が広く使役されていることを指摘すると、ようやく譲歩した。大隊名は1830年の11月蜂起でロシア人と戦ったポーランド系リトアニア人の女性指導者、エミリア・プラテルに由来している。個々の兵士は「プラテロウスキー」というニックネームで呼ばれた。部隊の指揮官は男性だったが、政治将校は女性であった。

## 歴史
部隊結成時の女性兵士の数は690名。当初はポーランド第1タデウシュ・コシチュシュコ歩兵師団の一部だったが、1943年8月19日からポーランド第1軍団(1944年7月17日に第1ポーランド軍になる)に移管されることになった 。前線戦闘部隊として活用されることを意図していたが、訓練上の問題と、大規模な女性の戦闘損失のリスクを冒すことに指揮官が消極的だったため、主に歩哨や憲兵としての任務に追いやられた。大隊は医療と通信の任務も担い、ポーランド軍の他の場所で働く女性たちに訓練を提供した。大隊の女性将校の中には、他の編成内で男性だけの戦闘小隊を指揮する者もいた。1945年5月の終戦時、大隊は約 500人の女性を擁していたが、70人が任務中に死亡している。
ソビエト連邦英雄の金星章を授与された女性の中で、ソビエト市民ではなかったのは、この部隊のメンバーであるアニエラ・クルジウォンが唯一である。彼女はドイツ空軍の空襲を受け炎上したトラックの中から重要な文書を運び出した際の火傷がもとで死亡した。 
1990年代、ポーランド人のジャーナリストで作家のヘンリク・ピエチュフは「この大隊は男性将校に性的サービスを提供するためだけに組織された」と主張したが、大隊の退役軍人たちはこれを名誉棄損として提訴し、認められた。

## 組織
大隊の構成: 
- 司令部ユニット
- 5個中隊
  - 第1歩兵中隊
  - 第2歩兵中隊
  - マスケット兵中隊
  - 機関銃中隊
  - 対戦車中隊
- 6個小隊
  - 迫撃砲小隊
  - 偵察小隊
  - 通信小隊
  - 医学小隊
  - 工兵小隊
  - 兵站小隊
  - 輸送小隊 (1943 年後半に追加)